# Принц гравців (фільм)
Принц гравців (англ. Prince of Players) — американська біографічна драма режисера Філіпа Данна 1955 року.

## Сюжет
Трагічна і сентиментальна історія про кар'єру американського актора Едвіна Бута — брата скандально відомого Джона Бута, який убив президента Лінкольна.

## У ролях
- Річард Бартон — Едвін Бут
- Меггі МакНамара — Мері Девлін Бут
- Джон Дерек — Джон Вілкс Бут
- Реймонд Мессі — Джуніус Брут Бут
- Чарльз Бікфорд — Дейв Прескотт
- Елізабет Селларс — Азія Бут
- Єва Ле Галльєнн — Гертруда в «Гамлеті»
- Крістофер Кук — Едвін Бут в 10 років
- Дейтон Ламміс — англійський лікар
- Ян Кейт — батько привида Гамлета  в «Гамлеті»